# Sdot Jam
Sdot Jam (hebräisch שְׂדוֹת יָם Sdōt Jam, Alternativschreibweise Sedot Jam) ist ein Kibbuz in Nordisrael, er liegt an der Mittelmeerküste nordwestlich von Chadera und hatte im Oktober 2012 711 Einwohner. Die Einwohnerzahl hatte sich bis 2018 auf 1055 erhöht.
Sdot Jam wurde 1940 von Mitgliedern israelischer Jugendbewegungen gegründet. Ziel war es vor allem, die Entwicklung der Industrie und die jüdische Einwanderung nach Palästina vor der Staatsgründung zu unterstützen. In Sdot Jam wurden von der Palmach während des Zweiten Weltkrieges Seeleute ausgebildet und daraus entstand 1943 der Vorläufer der israelischen Marine, die Palyam.
Der Kibbuz liegt unmittelbar südlich der ausgedehnten Ausgrabungsstätten des antiken Caesarea. Ein wichtiger Erwerbszweig ist der Tourismus, unter anderem bedingt durch die nahe gelegenen Ausgrabungsstätten und der Lage am Meer.
Eine berühmte Bewohnerin Sdot Jams war die ungarisch-jüdische Widerstandskämpferin Hannah Szenes. Für sie gibt es das Museum Hannah-Szenesz-Haus.